# سماق قرني
سماق قرني  (الاسم العلمي:Rhus typhina) هو نوع من النباتات يتبع جنس السماق من الفصيلة البطمية.